# Mall of America

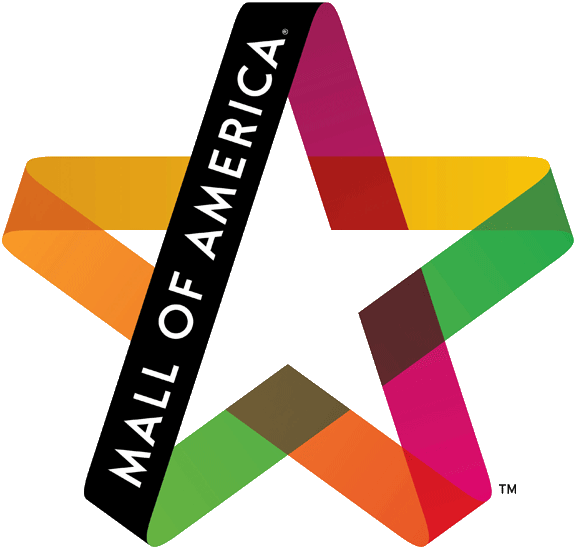
Logo del centro comercial, lanzado en 2013.

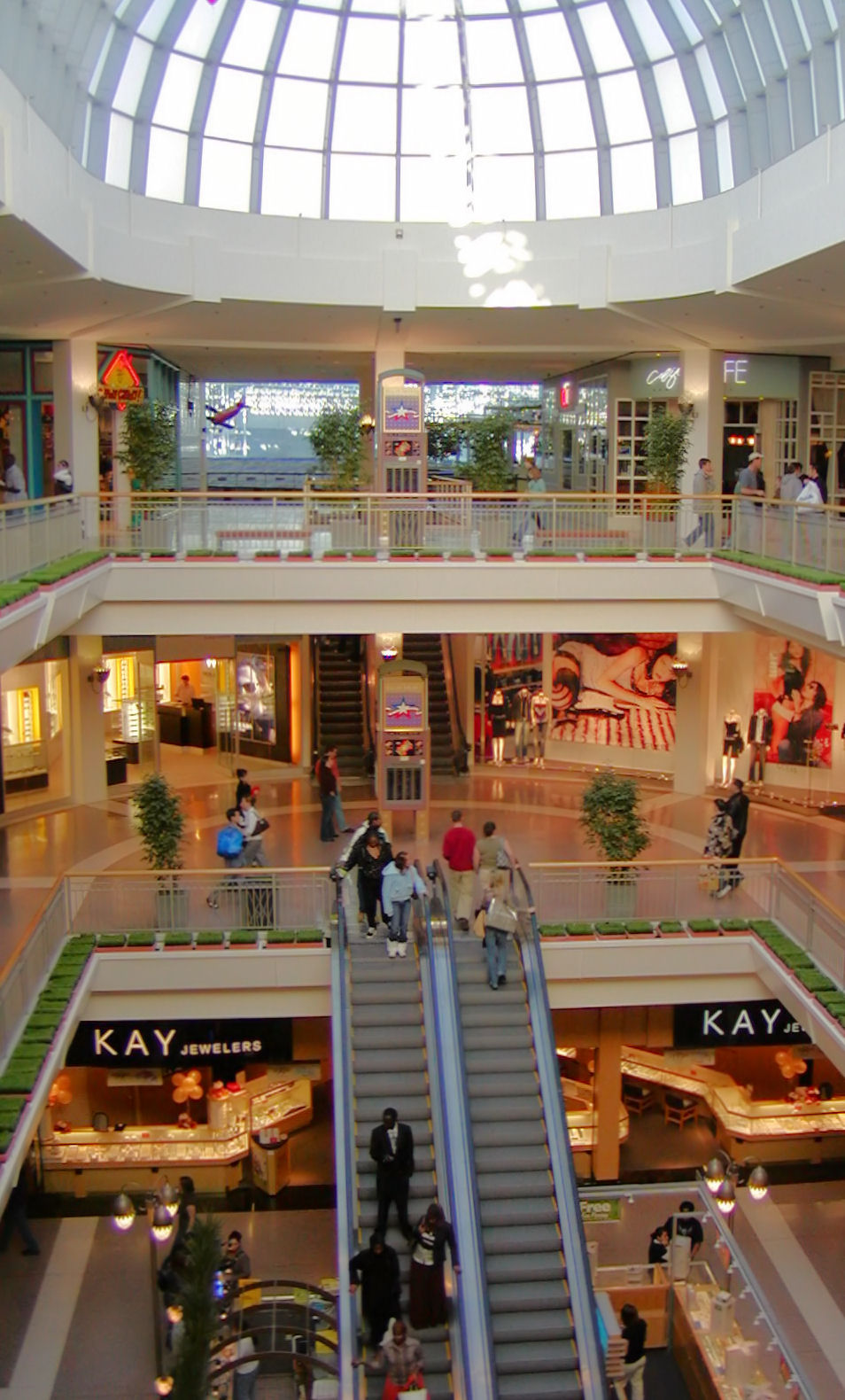
Interior del Mall of America.

El Mall of America  (también, MOA o el mega centro comercial) es un centro comercial súper-regional ubicado en las afueras de las ciudades gemelas Minneapolis y Saint Paul, en Bloomington, Minnesota, Estados Unidos. El centro comercial está situado al sureste de la intersección de la Interestatal 494 y Minnesota State Highway 77, al norte del río Minnesota y es a través de la carretera interestatal de Minneapolis-St. Paul International Airport. Es el tercer mayor centro comercial en América del Norte, después de que el West Edmonton Mall, en Edmonton, Canadá, y el rey de Prusia Mall en King of Prussia, Pensilvania. En los Estados Unidos, es el centro comercial más grande de segundo lugar en términos de espacio comercial. Inaugurado en 1992, el centro recibió 40 millones de visitantes en 2006. Triple Five Group, propiedad de la familia Ghermezian Canadá, posee y gestiona el centro comercial Mall of America, así como el centro comercial West Edmonton.

## Historia
El concepto fue diseñado y construido por Triple Five Group, propiedad de los hermanos Ghermezian de Canadá, que también poseen el centro comercial más grande en América del Norte, el West Edmonton Mall. El Mall of America está situado en el antiguo sitio de Metropolitan Stadium, donde los Vikingos de Minnesota y los Twins de Minnesota jugaron hasta el Hubert H. Humphrey Metrodome abrió sus puertas. Un asiento del estadio de Met se colocó en el Mall of America en la ubicación exacta (incluyendo la elevación).
En 1986, Bloomington La Autoridad Portuaria firmó un acuerdo con la Organización Ghermezian. Innovaciones en el centro comercial tuvieron lugar el 14 de junio de 1989. 
El centro comercial abrió sus puertas al público el 11 de agosto de 1992. Incluso antes de la apertura, el centro comercial de América había ganado varios apodos, entre ellos "El Megamall" (o "El Megamess" durante la construcción).
Se convirtió en el centro comercial segundo más grande en superficie total y en los vendedores tienda total en los Estados Unidos cuando lo abrió, sin embargo, el centro comercial nunca ha sido el más grande del mundo (en el momento de su apertura, que fue N º 2 a nivel mundial para la West Edmonton Mall). Mall of America es el centro comercial más visitado del mundo, con más de 40 millones de visitantes al año (o aproximadamente ocho veces la población del estado de Minnesota). El centro comercial cuenta con más de 12.000 trabajadores.

## Nickelodeon Universe

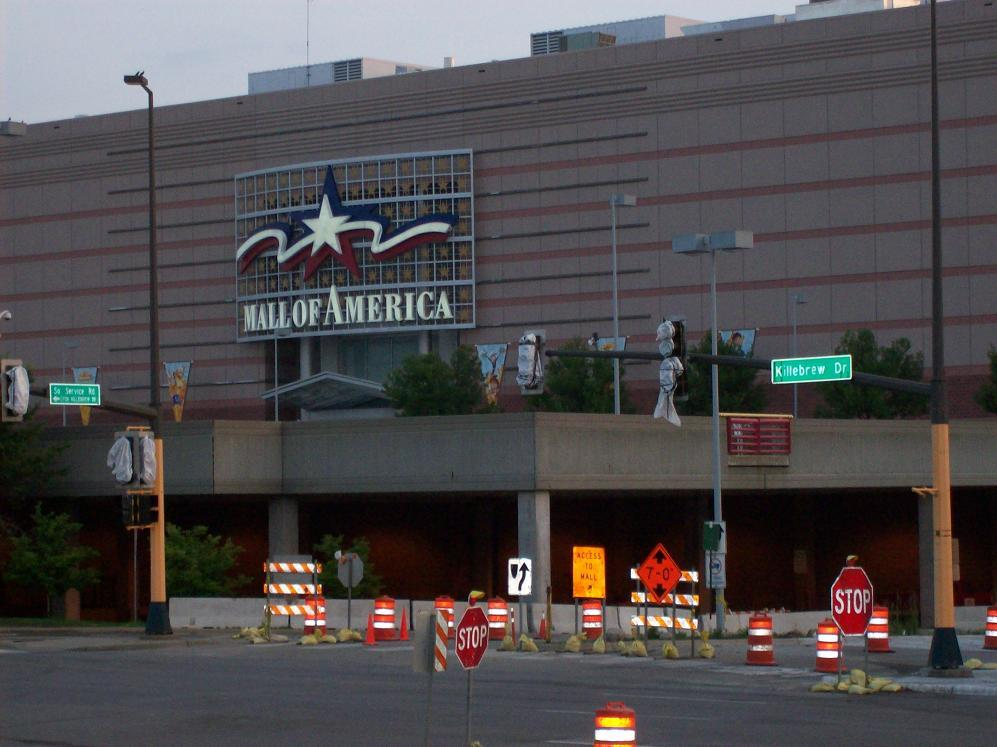
Fachada del Mall of America.

Nickelodeon Universe es un parque temático bajo techo en el centro del centro comercial, antes conocida como Camp de Knott Snoopy, Camp Snoopy, y El Parque en MOA. El parque cuenta con montañas rusas, entre numerosos otros paseos y atracciones, y es el mayor parque temático bajo techo en los Estados Unidos. A diferencia de muchos parques de atracciones bajo techo, Nickelodeon Universe tiene una gran cantidad de vegetación natural y sobre el parque, y su suelo tiene una gran variación en la altura, el más alto nivel del suelo en el parque es de 15 pies (4,6 m) por encima de los más bajos. Esto permite una experiencia mucho más natural que normalmente se producen en un parque de diversiones bajo techo.
El parque cuenta con dos nuevas montañas rusas, Bob Esponja Rock Bottom inmersión Airbender y Avatar. También tiene una sección de golf en miniatura llamado Moose Mountain. Con 18 hoyos.

## Otras atracciones
- El Mall of America cuenta con un acuario.
- Simuladores de vuelo.
- Tienda de LEGO.
- Cines